# Куроко, Кадзуо
Кадзуо Куроко (яп. 黒古 一夫 Куроко Кадзуо, род. 12 декабря 1945 года) — японский литературный критик, известный своими исследованиями по современной японской литературе. Преподаватель Университета Цукуба. Член жюри «Премии освобождения бураку».

## Жизнь и творчество
Окончил Университет префектуры Гумма. После завершения учёбы около шести лет проработал школьным учителем в той же префектуре. Поступил в докторантуру Университета Хосэй, закончив, однако, её без представления диссертации. В 1979 году в виде была опубликована переработанная Куроко его магистерская диссертация (научный руководитель: Хидэо Одагири), получившая название «Китамура Тококу: небесное притяжение». В дальнейшем Куроко стал совмещать преподавательскую деятельность в ряде университетов с литературоведческой работой. Используя в качестве отправной точки общественные волнения, захлестнувшие Японию в конце 1960-х годов, Куроко насущными для себя вопросами сделал взаимоотношения литературы и политики, а также определение того, что такое современность. С этих позиций он обращается к анализу творчества таких писателей, как Кэндзабуро Оэ, Аяко Миура, Харуки Мураками, Вахэй Татэмацу, теме атомных бомбардировок в литературе. В последние годы на роль центральной для Куроко темы выходит осмысление потенциала литературы как возможности спасения души в наше время.

## Избранные сочинения
- Китамура Тококу: небесное притяжение (北村透谷論 天空への渇望, 1979)
- Хидэо Огума: поэт-борец (小熊秀雄論 たたかう詩人, 1982)
- Атомная бомбардировка и слово. От Тамики Хара до Кёко Хаяси (原爆とことば 原民喜から林京子まで, 1983)
- Торжество и бойня: литература студенческих волнений (祝祭と修羅 全共闘文学論, 1985)
- Кэндзабуро Оэ: метафора леса и жизненные основы (大江健三郎論 森の思想と生き方の原理, 1989)
- Харуки Мураками: потерянный мир (ザ・ロスト・ワールド, 1989)
- Харуки Мураками и современная литература (村上春樹と同時代の文学, 1990)
- Вахэй Татэмацу: пересечение границы (立松和平-疾走する「境界」, 1991).
- Литература атомной бомбардировки: ядерная эпоха и воображение (原爆文学論 核時代と想像力 彩流社, 1993)
- Аяко Миура: «любить» и «жить» (三浦綾子論 「愛」と「生きること」の意味, 1994)
- Кэндзабуро Оэ и литература нашего времени (大江健三郎とこの時代の文学, 1997)
- Вахэй Татэмацу: биография (立松和平伝説)
- Философия и поэтика «Простых людей» Макото Ода (小田実「タダの人」の思想と文学, 2002)
- Так рождается и вырастает писатель: биография Кэндзабуро Оэ (作家はこのようにして生まれ、大きくなった 大江健三郎伝説, 2003)
- Хироси Нома: человек и литература (野間宏 人と文学, 2004)
- Кэндзиро Хайтани: западня его литературы и добродетели (灰谷健次郎 その「文学」と「優しさ」の陥穽, 2004)
- Как отображена в литературе война? (戦争は文学にどう描かれてきたか, 2005)
- Как отображена в литературе атомная бомбардировка? (原爆は文学にどう描かれてきたか, 2005)
- В поисках спасения души. Резонанс литературы и религии (魂の救済を求めて 文学と宗教との共振, 2006)
- Кёко Хаяси: Нагасаки — Шанхай — Америка (林京子論 「ナガサキ」・上海・アメリカ, 2007)
- Харуки Мураками: от повествования утраты к повествованию поворота (「喪失」の物語から「転換」の物語へ, 2007)
- Рю Мураками: воображение против кризиса (村上龍 「危機」に抗する想像力, 2009)
- Избранные сочинения Кадзуо Куроко (黒古一夫書評集, 2010)